# Thinley Lhamo
Pour les articles homonymes, voir Lhamo.
Thinley Lhamo, parfois écrit Thinlay Lhamo (tibétain : འཕྲིན་ལས་ལྷ་མོ, Wylie : 'phrin las lha mo) est une actrice, mannequin et chanteuse tibétained'opéra du Nepal Tibetan Opera ayant grandi à Katmandou. 
Actrice principale de Shambhala, Thinley Lhamo remporte le prix Boccalino d'Oro de la meilleure performance d'actrice au 77e Festival du film de Locarno en août 2024.

## Filmographie
- 2017 : Naakaa (en)
- 2018 : Hari (en)
- 2024 : Shambhala